# 柴田淳 (アニメーター)
柴田 淳（しばた じゅん）は、日本のアニメーター、キャラクターデザイナー。

## 人物・略歴
代々木アニメーション学院卒業生。2000年代前半以降、作画監督やキャラクターデザインを多く務める。代表作は『ニニンがシノブ伝』、『コヨーテ ラグタイムショー』、『スカルマン』など。
アニメーションプロデューサーである近藤光とは動画時代からの付き合いとなり、ufotableの設立に関わる。
同学園主催イベント『Animaセンチュリー94’』にてアニメーション部門でグランプリとなった『ドロップ』の製作に参加。

## 参加作品

### テレビアニメ
1997年
- 超魔神英雄伝ワタル（原画）
- HARELUYA II BØY（原画）

1998年
- TRIGUN（原画）

1999年
- 天使になるもんっ!（原画）
- 人形草紙あやつり左近（作画監督）

2000年
- ゲートキーパーズ（原画）

2001年
- ナジカ電撃作戦（原画）
- フィギュア17 つばさ&ヒカル（原画）

2002年
- あずまんが大王（原画）
- ちょびっツ（原画）
- Weiß kreuz Glühen（アクション作画監督）

2003年
- 住めば都のコスモス荘 すっとこ大戦ドッコイダー（キャラクターデザイン、作画監督）
- こみっくパーティーRevolution（原画）

2004年
- ニニンがシノブ伝（キャラクターデザイン、作画監督、演出）

2005年
- フタコイ オルタナティブ（原画、OP原画）
- 交響詩篇エウレカセブン（作画監督、原画）
- ラムネ（原画、OP絵コンテ・演出）

2006年
- コヨーテ ラグタイムショー（キャラクターデザイン）

2007年
- スカルマン（キャラクターデザイン、総作画監督）
- モノノ怪（原画）

2008年
- ソウルイーター（作画監督、第2期OP原画、原画）
- ヤッターマン（原画、OP原画）
- コードギアス 反逆のルルーシュR2（原画）

2009年
- ドルアーガの塔 〜the Sword of URUK〜（OP原画）
- 鋼の錬金術師 FULLMETAL ALCHEMIST（作画監督、アクション作画監督、第2期OP作画監督、原画）
- DARKER THAN BLACK -流星の双子-（原画）

2014年
- ガンダム Gのレコンギスタ（キャラ作画監督）

2023年
- 冒険者になりたいと都に出て行った娘がSランクになってた（キャラクターデザイン、総作画監督）

### 劇場アニメ
- 劇場版カードキャプターさくら 封印されたカード（2000年、原画）
- 劇場版 ああっ女神さまっ（2000年、原画）
- スレイヤーズぷれみあむ（2001年、原画）
- 劇場版 ヤッターマン 新ヤッターメカ大集合! オモチャの国で大決戦だコロン!（2009年、作画監督）
- トワノクオン（2011年、デザイン協力、作画監督、原画）

### OVA
- サイキックフォース（1998年、原画）
- ジャイアントロボ THE ANIMATION -地球が静止する日 Last Episode（1998年、原画）
- 炎のらびりんす（2000年、原画）
- ナースウィッチ小麦ちゃんマジカルてZ（2005年、作画監督）
- 鴉 -KARAS-（2007年、作画監督）
- OVA うたわれるもの（2009年、OP原画）
- 機動戦士ガンダムUC（2010年、作画監督）